# ازبه
ازبه نام رمانی از رضا امیرخانی نویسنده ایرانی است. وی این کتاب را در سال ۱۳۸۰ خورشیدی نوشته است. این رمان را انتشارات نیستان به چاپ رسانده‌است.

## داستان
ازبه در قالب دسته نامه‌های رد و بدل شده بین آدمهای گوناگونی نوشته شده‌است مانند کتاب بابالنگ دراز جین وبستر، با این تفاوت که آدمهای بیشتری در آن نقش دارند ماجرای اصلی این است که خلبان جانبازی بنام مرتضی مشکات که دو پای خود را از دست داده، بار دیگر می‌خواهد پرواز کند که با ممانعت همه مواجه می‌شود. اما دست آخر به کمک دوست خود رحیم میریان با شگردی جالب موفق به پرواز می‌شود ماجرای عاطفی دیگری هم در كنار همه این جریانات شکل می‌گیرد.